# Spinetoli
Spinetoli – miejscowość i gmina we Włoszech, w regionie Marche, w prowincji Ascoli Piceno.
Według danych na styczeń 2009 gminę zamieszkiwało 6991 osób przy gęstości zaludnienia 563,3 os./km².